# Memoria del Saqueo – Chronik einer Plünderung
Memoria del Saqueo – Chronik einer Plünderung ist ein 2004 unter der Regie von Fernando Solanas entstandener Dokumentarfilm.

## Handlung
Argentinien galt lange Zeit als Musterschüler des IWF – bis es zum wirtschaftlichen Zusammenbruch kam, der 2001 zum Aufstand führte. Der Film schildert die Geschichte der „Plünderung“ Argentiniens seit der Etablierung der Militärdiktatur unter Jorge Videla 1976, womit Solanas die Verschuldung und die Privatisierungen unter Menem und anderen korrupten Regierungen meint. Er stellt die desaströsen sozialen Folgen der neoliberalen Politik sowie den Protest gegen sie dar.
All dies geschieht in positivistischer Manier, d. h., es werden Fakten auf Fakten gehäuft, Staat und Privateigentum als solche werden nicht kritisiert. Im Gegenteil: der gute Staat (keine Korruption, Sozialstaat etc.) ist sein implizites Wunschbild. Als 'Experten' interviewt Solanas ausschließlich Männer, während für das emotionale Zeugnis Frauen zuständig sind. Er verfährt in dieser Hinsicht wie Michael Moore in Fahrenheit 911.
Unter der Regierung Néstor Kirchner wurde der Film als pädagogisch wertvoll eingestuft und wird Schülerinnen und Schülern zu ermäßigten Preisen vorgeführt.

## Kritik
film-dienst 22/2004: „Memoria del Saqueo“ ist kein subtiler Film und schon gar keine teilnehmende Beobachtung, sondern ein Meisterwerk der politischen Agitation, ganz auf der Linie von Esfir Shubs oder Santiago Alvarez, ein Diskurs zur Wiedererlangung der kollektiven Erinnerung und einer Ethik des Miteinanders. Ein Film, der weit über das konkrete Beispiel Argentiniens hinaus beispielhaft für die zerstörerischen Kräfte einer korrupten, neoliberalen Weltwirtschaft ist.

## Auszeichnungen
Der Film war am Festival Internacional de Cine de Mar del Plata 2004 als Bester Film nominiert.